# Plaça de l'Església (Perafort)
La Plaça de l'Església és una obra de Perafort (Tarragonès) inclosa a l'Inventari del Patrimoni Arquitectònic de Catalunya.

## Descripció
Aquesta plaça té forma poligonal allargada i irregular. Com gran part del poble, ha estat pavimentada i té voreres.
Tenia una font de finals del segle passat o començament d'aquest que ha estat treta i sembla que n'hi posaran una altra de moderna.
La majoria de les cases tenen planta baixa i dos pisos, amb paret de pedra i reble, amb la façana arrebossada. Alguns edificis són nous o renovats. A la banda de llevant hi ha l'església que li dona el nom.

## Història
La plaça de l'Església -primer dita només "la plaça"- comença a poblar-se d'edificis arran de la construcció de l'església (mitjan segle xviii). Era l'indret on s'ajuntaven els termes de Perafort i del Codony i durant molt de temps fou el punt neuràlgic del municipi, on es reunien els veïns per a debatre temes d'interès general.
Durant la segona República prengué el nom de Plaça de la República i després de la guerra, el de Plaça del Caudillo. Fa, relativament poc, que ha recuperat el de Plaça de l'Església.